# Хубилай
Хубила́й (монг. Хубилай хаан?, ᠬᠤᠪᠢᠯᠠᠢ ᠬᠠᠭᠠᠨ?; кит. 忽必烈; 23 сентября 1215 — 18 февраля 1294; монгольское храмовое имя Сэцэн-хаган; китайское храмовое имя —  Ши-цзу (кит. 世祖, кит. 始祖) — «Основатель династии») — монгольский хан, основатель монгольского государства Юань, в состав которого входил Китай. Девизы правления — Чжунтун (кит. 中統, 1271—1264), Чжиюань (кит. 至元, 1264—1294). На Западе известен благодаря Марко Поло под именем «Кублай-хан»; это имя произносилось также как «Кубилай», или «Кубла» (последнее стало особенно распространённым после поэмы С. Т. Кольриджа «Кубла Хан»).
Каганом провозглашён в 1260 году после смерти своего старшего брата Мунке, но до 1264 года он был вовлечён в междоусобицу со своим младшим братом Ариг-Бугой. Этот эпизод ознаменовал начало разобщенности в империи. Реальная власть Хубилая была ограничена Китаем и Монголией, хотя как каган он все ещё имел влияние в Ильханате и, в значительно меньшей степени, в Золотой Орде. Если считать Монгольскую империю в то время в целом, его царство простиралось от Тихого океана до Чёрного моря, от Сибири до нынешнего Афганистана.
В 1271 году Хубилай основал династию Юань, которая управляла современной Монголией, Китаем, Кореей и некоторыми прилегающими районами, и принял на себя роль императора Китая. К 1279 году монгольское завоевание династии Сун было завершено, а Хубилай стал первым неханьским императором, покорившим весь Китай. Императорский портрет Хубилая был частью альбома портретов императоров и императриц Юань, который сейчас находится в собрании Национального дворца-музея в Тайбэе. Белый цвет королевского костюма Хубилая был императорским цветом династии Юань.

## Биография
Чингизид, внук Чингисхана, сын Толуя (четвёртый по счету) и кереитской принцессы Сорхахтани-беки, христианки несторианского направления; брат Мунке, Хулагу и Ариг-Буги.

### Победы в Северном Китае
Хубилай начал свой путь военачальника в войске своего брата Мункэ (великого хана с 1251 года), отдавшего в управление Хубилаю все завоёванные территории Северного Китая и в 1252 году поручившему ему вместе с отрядами военачальника Уриангадая военную кампанию против правившей на юге Китая империи Сун. Форсировав реку Хуанхэ, армия Хубилая вторглась в провинции Шэньси и Сычуань. Также в 1253 году Хубилай захватил Далийское царство народа бай в провинции Юньнань, после чего вернулся в Северный Китай.
Хубилай основал город Кайпин, вначале предназначавшийся в качестве новой столицы Мунке, но впоследствии ставший его собственной летней резиденцией (город, получивший название Шанду — «Верхняя столица» — вошёл в западную культуру под названием Занаду).
В конце 1258 года монголы развернули новое наступление на империю Сун, которым командовал лично Мунке. Хубилая с двумя другими армиями он отправил через Хубэй к реке Янцзы. В ходе наступления на Учан Хубилай в 1259 году получил известие о смерти Мунке во время осады города Хэчуана и попытках его брата Ариг-Буги занять освободившийся ханский престол. Это вынудило его заключить перемирие с силами Сун и устремиться в Каракорум.

### Гражданская война против Ариг-Буги
Спешно созванный курултай в Кайпине провозгласил в мае 1260 года великим ханом Хубилая, а курултай в Каракоруме месяцем спустя — Ариг-Бугу (так как первые выборы прошли вне пределов родовых монгольских земель, и там присутствовали не все представители правящей династии, Ариг-Буга и консервативные круги монгольского общества опротестовали их законность). На стороне Ариг-Буги выступили представители трёх из четырёх ветвей правящей династии: Берке (потомок Джучи), Алгу (потомок Чагатая) и многие представители дома Мунке. Главным приверженцем Хубилая был Хулагу.
Междоусобная борьба братьев за власть длилась с 1260 по 1264 год. В процессе этой борьбы Хубилай в 1260 году перенёс столицу Монгольской империи из Каракорума в местность рядом с бывшей столицей чжурчжэней Чжунду («Средняя столица»). Её назвали Даду (кит. 大都«Главная столица»), или Ханбалык (позже переименован в Пекин).
Стратегия Хубилая заключалась в том, чтобы не дать Ариг-Буге воспользоваться ресурсами земледельческих владений. Опираясь на базу в Каракоруме, Ариг-Буга должен был обеспечить поставку продовольствия для своей армии, а Хубилай стремился отрезать его от центров снабжения.
К 1262 году Кадан (сын Угэдэя и двоюродный брат Хубилая) одержал верх над сторонниками Ариг-Буги в землях уйгуров и прежних землях тагнутов. Армия самого Хубилая встала лагерем в северном Китае в районе бывшей цзиньской столицы Чжунду. Таким образом, под властью Ариг-Буги сохранилась лишь одна земледельческая область — долина Енисея.
Осенью 1260 года Хубилай повёл войско на Каракорум, и Ариг-Буга отступил к Усу. В ноябре 1261 года к югу от Каракорума состоялись два сражения между войсками Ариг-Буги и Хубилая. Первая битва была выиграна Хубилаем, но она не принесла ему полной победы. Несмотря на неопределённый исход решающего сражения, Хубилай смог установить полный контроль над Монголией, а Ариг-Бугу сковала борьба с его недавним среднеазиатским союзником Алгу.
В итоге, Ариг-Буга потерпел поражение и сдался на милость брата 21 августа 1264 года. Правители западных ханств признали победу и власть Хубилая в Монголии. Поначалу Хубилай хотел примириться с братом и не стал подвергать его никакому наказанию, однако такая снисходительность оттолкнула многих его сторонников. Чтобы унять недовольных монголов, Хубилай приказал Ариг-Буге не показываться на его глаза целый год, однако многие сочли это наказание слишком мягким и потребовали чистки в рядах изменников. Допросив Ариг-Бугу и выяснив, кто побудил его оспорить права старшего брата, Хубилай казнил десять важнейших приспешников Ариг-Буги. Хубилай не захотел брать на себя ответственность за единоличное решение судьбы своего брата и созвал курултай для суда над Ариг-Бугой (а также для подтверждения собственного избрания на трон великого хана). Однако Ариг-Буга тяжело заболел и в начале 1266 года умер в неволе, избавив Хубилая от затруднений, связанных с необходимостью устраивать суд над родным братом.

### Завоевание Южного Китая
Наконец Хубилай смог вернуться к завоеванию южного Китая. Главною его целью по вступлении на престол сделалось уничтожение Сунской империи, чего он добивался, сочетая военные действия с дипломатией и примирительными жестами по адресу китайского населения. Так, в 1261 году он самолично отпустил на свободу 75 сунских купцов, которых его войска захватили на границе. В 1262 году разрешение вернуться на родину получили ещё 40 торговцев, а два года спустя Хубилай освободил 57 купцов. В 1264 году Хубилай сделал выговор своим военачальникам, казнившим двух пленённых сунских полководцев без суда и следствия. Хубилай, стремившийся переманить как можно больше дезертиров из сунской армии, был крайне недоволен подобной бессмысленной жестокостью; сам он награждал перебежчиков землями, тканями и стадами. Эта политика приносила заметный успех, так как приток перебежчиков из южного Китая к монголам не ослабевал.
Новая военная кампания началась с длительной осады крепости Сянъян в провинции Хубэй, продолжавшейся с 1267 по 1273 год. Через несколько месяцев после взятия Сянъяна смертельно больной Ши Тяньцзэ написал для Хубилая докладную записку, в которой рекомендовал отдать все монгольские войска под начало одного верховного командующего. Хубилай согласился с мнением своего старого соратника, и в 1273 году главнокомандующим экспедиционными силами в южном Китае был назначен Баян. В 1275 году монгольское войско под командованием Баяна перешло Янцзы и овладело всеми городами в долине этой реки от Ханьяна до Нанкина.
В феврале 1276 пала столица Сунской империи — Ханчжоу. Вдовствующая императрица Се передала Баяну императорскую печать династии Сун, а малолетний император Сянь был привезён к Хубилаю, который милостиво обошёлся со своим пленником. Однако сунские лоялисты, бежавшие в южные области страны, продолжили сопротивление, и в июне 1276 года возвели в Фучжоу на престол 7-летнего императора Ши. Окончательно сунские войска были разгромлены лишь в 1279 году после падения Кантона и поражения китайского флота возле острова Яйшань, на западе от современного Макао, в Ямыньской морской битве, в которой погиб последний император династии Сун Чжао Бин.

### Первый император государства Юань
Хубилай, овладев к 1271 году после упорной и продолжительной борьбы большей частью Китая, для легитимации своей власти среди китайского населения Монгольской империи принял девиз правления Юань.
Хубилай подчинил своей власти и соседние с Китаем страны: Бирму, Камбоджу, Корею, но его попытки вторжения в Японию и походы против Вьетнама окончились полнейшей неудачей, развеявшей миф о непобедимости монголов в Восточной Азии. Неудачи в Японии, а также смерть его любимой жены Чаби и его сына Чинкима, считавшегося наследником хана, нанесли ему сильный удар, после чего Хубилай пристрастился к алкоголю, растолстел, стал страдать подагрой и другими недугами.
В делах внутреннего управления Хубилай отличался мудростью; им был введён целый ряд полезных реформ и улучшений. В 1291 году он разделил всю империю на 12 провинций.
Хубилай оказывал покровительство буддизму, который сделал в Китае громадные успехи, а равно буддийским проповедникам и учёным, например, Карма-бакши и Пагба-ламе, которые пользовались большим почётом и значительными льготами. Он был веротерпим и к другим религиям. При дворе Хубилая служили христианин Ай-сюэ и три десятка мусульманских чиновников (включая основателя династии юньнанских наместников бухарского происхождения Сеида Аджаля Шамсуддина и астронома Джамаль ад-Дина). В восьми из двенадцати провинций губернаторами были назначены мусульмане. При нём благодаря посольству Марко Поло, пребывавшего при его дворе, установились более тесные связи с Европой.
В 1279—1280 годах Хубилай издал указ о смерти тех, кто совершал забой скота в соответствии с правовыми нормами ислама (забиха) или иудаизма (кашрут), которые оскорбляли монгольские обычаи. Также было строго запрещено обрезание.
Хубилай не забывал своего монгольского происхождения, ввёл монгольский язык в делопроизводство Китая, поручил буддийскому учёному Пагба-ламе изобрести особый алфавит, получивший название, по форме букв, квадратного письма и служивший государственным письмом для языков империи, в первую очередь для монгольского, во время царствования в Китае династии Юань.
Помимо государственных дел, Хубилай увлекался поэтическим творчеством, из которого, впрочем, сохранился только один стих.

### Последние годы жизни
Ранняя смерть своей любимой жены Чаби (умерла в 1281 году) и наследника Чинкима (умер в 1286 году) оказались тяжёлым ударом для Хубилая: он стал предаваться чревоугодию и много пить, и его здоровье стало стремительно ухудшаться. Через год после смерти Чаби Хубилай взял в жёны её племянницу Намби. В конце 1293 года император отказался от участия в традиционной новогодней церемонии. Хубилай скончался в возрасте 78 лет, 18 февраля 1294 года в Ханбалыке.

## Поэзия
Хубилай был плодовитым писателем китайской поэзии, хоть и большинство его произведений сейчас утеряно. Только одно стихотворение, написанное им, включено в Сборник поэзии Юань (кит. 元詩選) под названием «Вдохновение, записанное во время восхождения на Весеннюю гору». Она была переведена на монгольский язык лингвистом Внутренней Монголии Б. Буяном в том же стиле, что и классическая монгольская поэзия, и после перехода Монгольской Народной Республики на кириллицу переписана Я. Ганбаатаром. Рассказывают, что однажды весной Хубилай-хан отправился на поклонение в буддийский храм Летнего дворца в западном Ханбалыке (Пекин), а на обратном пути поднялся на Холм Долголетия (монг. Тумен Наст Уул), где преисполненный вдохновением, написал это стихотворение:  
«Я взошел на Душистую гору в приветливое время весны.
 Не унывая я поднялся на вершину и встретил Золотое Лицо.
 Цветы сияли яркими лучами и благоприятные цвета сияли как радуга.
 Дым благовоний веял туманом и исходил благословенный свет.
 Капли дождя были как пузыри на нефрите бамбук на краю большой скалы.
 Ветер играл песню среди зеленых сосен на горном перевале.
 Перед Буддой в храме я провел церемонию воскурения.
 И на обратном пути я ехал на Синем Драконе в королевской карете».Перевод лингвиста Б. Буяна

## Жёны и дети
У Хубилая было 4 ставки (орду), каждой из которых управляла старшая жена, которой подчинялись младшие жёны и наложницы.
- Тегулун (Те-гу-лунь) — первая старшая жена, ум. до 1260 г.
- Чаби — вторая старшая жена с 1239 г., родила 4 сыновей и 5 дочерей, ум. в 1281 г.
  - Дорджи — 1-й сын, род. 1240 г., умер младенцем.
  - Чинким (Чжэнь-цзинь (кит. «Чистое золото»)) — 2-й сын, наследник престола, глава имперского секретариата, ум. в 1285 г. от неизвестной болезни, отец императора Тэмура (Чэн-цзуна) и Цзинь-вана (князь государства) Гаммала.
  - Мангала — 3-й сын, князь Аньси (в пров. Шаньси), ум. 1280 г.
  - Номухан — 4-й сын, с 1266 г. Бэйпин-ван (князь Северного Спокойствия), с 1271 г. главнокомандующий войсками в Алмалыке, в 1276—1284 гг. находился в плену у Золотой Орды, с 05.1284 г. глава Департамента по делам Северной границы Китая и князь Бэйань, ум. в 1292 г.
  - Мяоянь — принцесса, ушла в монастырь Таньчжэсы (Зап. Пекин).
  - Худулу Цзелимиши  (Ху-ду-лу Цзе-ли-ми-ши) — принцесса, с 1273 г. жена правителя Кореи Ван Чуна.
- Тарахан — старшая жена.
- Баягуджин — старшая жена.
- Намби — старшая жена с 1281 г., родственница Чаби, родила 1 сына.
- ? — от других жён имел 7 сыновей
  - Туган (Тогон) — князь Чжэньнаня, в 1285—1288 гг. руководил вторым неудачным походом в Чампу (Вьетнам), после чего был сослан в Янчжоу.
  - Кокочу — в 1276—1284 гг. находился в плену у Золотой Орды вместе с Номуханом.
  - Угэчи — принц
  - Миклукан — принц
  - Кутлук-Тимур — принц
  - Куридай — принц
  - Аячи — принц

## Дань памяти
- В 2006 году перед Дворцом правительства Монголии был установлен памятник Хубилаю, наряду с Чингисханом и Угэдэем.

## В кино
- «Марко Поло» — режиссёры Пьеро Пьеротти, Уго Фрегонезе (Италия, 1961); в роли Хубилая — Камилло Пилотто
- «Марко Поло» — режиссёр Кевин Коннор[англ.] (США, 2007); в роли Хубилая — Брайан Деннехи
- «Марко Поло» (телефильм) — режиссёр Джулиано Монтальдо (США-Италия, 1982); в роли Хубилая — Ин Жочэн
- «Марко Поло» (телесериал) — режиссёры Дэвид Петрарка, Дэниэль Минахан, Алик Сахаров и др. (США, 2016); в роли Хубилая — Бенедикт Вонг
- Доктор Кто — «Марко Поло» (1964, 1 классический сезон, 4 история). Режиссёр Варис Хуссейн, сценарист Джон Лукаротти. Серии утеряны (только звуковая дорожка и фотографии со съёмок), но доступны в цветной реконструкции. В роли Хубилая — Мартин Миллер[англ.]
- «Хубилай хан» (телесериал) — Китай, 2013; в роли Хубилая — Ху Цзюнь

## В парфюмерии
- 1998 — Serge Lutens Muscs Koublai Khan. Парфюмер Christopher Sheldrake.